# Philonotis austrofalcata
Philonotis austrofalcata är en bladmossart som beskrevs av Brotherus och William Walter Watts 1912. Philonotis austrofalcata ingår i släktet källmossor, och familjen Bartramiaceae. Inga underarter finns listade i Catalogue of Life.